# Lithacodia eburnea
Lithacodia eburnea là một loài bướm đêm trong họ Noctuidae.